# Paul Dijoud
Paul Charles Louis Dijoud (* 25. Juni 1938 in Neuilly-sur-Seine, Département Hauts-de-Seine) ist ein ehemaliger französischer Diplomat sowie Politiker der Républicains indépendants (RI) und später der Union pour la démocratie française (UDF). Er war von 1967 bis 1973 Abgeordneter der französischen Nationalversammlung und dann bis 1981 Staatssekretär in verschiedenen Ministerien. Er war außerdem Botschafter Frankreichs in Kolumbien (1988–1991), Mexiko (1992–1994) und Argentinien (1997–2003) sowie von 1994 bis 1997 Staatsminister von Monaco.

## Leben

### Mitglied der Nationalversammlung, Bürgermeister und Staatssekretär
Paul Charles Louis Dijoud absolvierte ein Studium am Institut d’études politiques de Paris (IEP de Paris), welches er 1960 beendete. Ein 1964 begonnenes Studium an der Nationalen Hochschule für Verwaltung ENA (École nationale d’administration) schloss er 1966 ab. Im März 1967 wurde er für die konservativ-liberale Partei der Unabhängigen Republikaner (Républicains indépendants, RI) erstmals in die Nationalversammlung (Assemblée nationale) gewählt und vertrat in dieser bis zum 12. Mai 1973 den 2. Wahlkreis des Département Hautes-Alpes. Zusätzlich wurde er am 21. März 1971 als Nachfolger von Robert Garraud erstmals zum Bürgermeister der Stadt Briançon gewählt und bekleidete dieses Amt nach seiner Wiederwahl am 20. März 1977 bis 1983, woraufhin der Sozialist Robert de Caumont ihn ablöste.
Während der Präsidentschaft Georges Pompidous waren die Républicains indépendants kleiner Koalitionspartner der gaullistischen UDR. Im Kabinett Messmer II übernahm Dijoud 13. April 1973 das Amt als Staatssekretär beim Premierminister (Secrétaire d’État auprès du Premier ministre) und war daraufhin vom 20. April 1973 bis zum 28. Februar 1974 Staatssekretär für den öffentlichen Dienst (Secrétaire d’État chargé de la Fonction publique). Im darauf folgenden Kabinett Messmer III wurde er am 28. Februar 1974 zum Staatssekretär für Umwelt im Ministerium für Kultur und Umwelt (Secrétaire d’État chargé de l’Environnement) ernannt und behielt diese Funktion bis zum 28. Mai 1974.
Nach der Wahl seines Parteikollegen Valéry Giscard d’Estaing zum Staatspräsidenten wurde Dijoud  am 22. Juli 1974 im Kabinett Chirac I Staatssekretär für eingewanderte Arbeitnehmer (Secrétaire d’État aux Travailleurs immigrés) im Arbeitsministerium und bekleidete diese Funktion vom 25. August 1976 bis zum 25. März 1977 auch im anschließend gebildeten Kabinett Barre I. Am 21. Oktober 1975 wurde er mit dem Großkreuz des Ordens des Infanten Dom Henrique von Portugal ausgezeichnet.
Anschließend war er im Kabinett Barre II zwischen dem 29. März und dem 8. Juni 1977 zunächst Staatssekretär für Raumplanung im Ministerium für Ausrüstung und Raumplanung (Secrétaire d’État auprès du ministre de l’équipement et de l’aménagement du territoire) sowie im Anschluss vom 8. Juni 1977 bis zum 31. März 1978 Staatssekretär für Jugend und Sport (Secrétaire d’État à la Jeunesse et aux Sports).
Paul Dijoud wurde am 3. April 1978 für die Union pour la démocratie française (UDF) abermals Mitglied der Nationalversammlung und vertrat in dieser nunmehr bis zum 5. Mai 1978 wiederum das Département Hautes-Alpes. Er legte sein Mandat nieder, nachdem er am 7. April 1978 im Kabinett Barre III zum Staatssekretär für die Überseegebiete im Innenministerium (Secrétaire d’État auprès du ministre de l’intérieur (départements et territoires d’outre-mer)) berufen wurde. Er bekleidete diese Position bis zum Regierungswechsel am 13. Mai 1981.
Danach wechselte er aus dem Staatsdienst in die Privatwirtschaft: von 1982 bis 1987 war er Generaldirektor der Handelsgesellschaft Sucres et Denrées.

### Botschafter in Kolumbien, Mexiko und Argentinien sowie Staatsminister von Monaco
Am 16. März 1988 übernahm Dijoud von Pierre de Boisdeffre den Posten als Botschafter in Kolumbien. Er verblieb in diesem Amt bis zum 30. April 1991 und wurde daraufhin von Charles Crettien abgelöst. Im Anschluss übergab er am 15. Juli 1992 als Nachfolger von Alain Rouquié seine Akkreditierung als Botschafter in Mexiko und übte diese Funktion bis zum 20. Dezember 1994 aus, woraufhin Bruno Delaye seine dortige Nachfolge antrat.
Am 2. Dezember 1994 ernannte Fürst Rainier III. Paul Dijoud als Nachfolger von Jacques Pierre Dupont zum Staatsminister des Fürstentums (Ministre d’État de Monaco). Nach dem französisch-monegassischen Schutzvertrag war damals vorgesehen, dass ein Franzose Regierungschef von Monaco sein sollte, den der Fürst aus einer Anzahl von der französischen Regierung vorgeschlagener Kandidaten auswählen konnte. Dijoud bekleidete dieses Amt von Monaco bis zum 3. Februar 1997, woraufhin Michel Lévêque ihn ablöste.
Nach Beendigung seiner Tätigkeit in Monaco wurde Dijoud am 26. Mai 1997 Botschafter in Argentinien, wo er als Nachfolger von Renaud Vignal sein Beglaubigungsschreiben überreichte. Er bekleidete diese Funktion bis 26. Juni 2003 und wurde daraufhin von Francis Lott abgelöst. Nach seiner Rückkehr wurde er zuletzt 2006 Nachfolger von Charles Muller als Bürgermeister der kleinen Gemeinde Les Orres in den französischen Alpen (Département Hautes-Alpes) und bekleidete dieses Amt nach seiner Wiederwahl am 16. März 2008 bis zu seiner Ablösung durch Pierre Vollaire 2014.

## Veröffentlichungen
- Le Développement touristique des Hautes-Alpes, 1970
- Consultation nationale de la jeunesse. 58 directions de recherche, 1977
- Compte rendu de la Conférence sur le développement économique de la Réunion. Saint-Denis, 30–31 janvier 1981, 1981
- Développement du littoral ouest de la Basse-Terre. De Deshaies à Trois-Rivières, 1982